# Hjärsta gård
Hjärsta herrgård ligger i Örebros nordvästra del, invid villaområdet Hjärsta och hyresbostadsområdet Baronbackarna. Den har adress Hjalmar Bergmans väg 162. Före 1937 låg den inom Längbro landskommun.
Byggnaden är av trä i två våningar. Bottenvåningen härstammar från det tidiga 1700-talet, medan övervåningen tillbyggdes omkring 1790. Byggnaden innehåller 16 rum. Renoveringar har skett omkring 1840, 1918 och 1940. Herrgården ägs sedan 1980 av Mikaels församling.
Gården omnämns första gången 1483, då en Lasse Jönsson "i Hiærstom" omtalades som nämndeman. På 1550-talet omfattade byn fyra gårdar, samt en utjord. På 1600-talet redovisas Hjärsta som tre och ett halvt skattehemman. I början av 1700-talet förvärvade slottsskivaren Anders Strokirk större delen av byn, och bildade Hjärsta säteri. Siste private ägaren var godsägare Henning Larsson, som 1938 sålde egendomen till Örebro stad. Ägandelängden finns närmare beskriven i nedanstående källa .
Större delen av Hjärstas ägor ligger idag under stadsbebyggelse. En del av parken kom att upptas av trafikleden Västerleden.